# Ingeae
Ingeae, tribus mahunarki u potporodici Caesalpinioideae. Postoji 37 rodova

## Rodovi
1. Tribus Ingeae Benth. & Hook. fil.
  1. Zapoteca H. M. Hern. (23 spp.)
  2. Calliandra Benth. (157 spp.)
  3. Afrocalliandra E. R. Souza & L. P. Queiroz (2 spp.)
  4. Faidherbia A. Chev. (1 sp.)
  5. Viguieranthus Villiers (20 spp.)
  6. Thailentadopsis Kosterm. (3 spp.)
  7. Sanjappa E. R. Souza & Krishnaraj (1 sp.)
  8. Cathormion Hassk. (1 sp.)
  9. Cojoba Britton & Rose (22 spp.)
  10. Cedrelinga Ducke (1 sp.)
  11. Hesperalbizia Barneby & J. W. Grimes (1 sp.)
  12. Lysiloma Benth. (9 spp.)
  13. Ebenopsis Britton & Rose (3 spp.)
  14. Sphinga Barneby & J. W. Grimes (3 spp.)
  15. Pithecellobium Mart. (26 spp.)
  16. Painteria Britton & Rose (3 spp.)
  17. Havardia Small (5 spp.)
  18. Archidendropsis I. C. Nielsen (14 spp.)
  19. Paraserianthes I. C. Nielsen (1 sp.)
  20. Falcataria (I. C. Nielsen) Barneby & J. W. Grimes (4 spp.)
  21. Serianthes Benth. (16 spp.)
  22. Wallaceodendron Koord. (1 sp.)
  23. Pararchidendron I. C. Nielsen (1 sp.)
  24. Archidendron F. Muell. (101 spp.)
  25. Pseudosamanea Harms (2 spp.)
  26. Chloroleucon (Benth.) Britton & Rose ex Record (11 spp.)
  27. Leucochloron Barneby & J. W. Grimes (5 spp.)
  28. Enterolobium Mart. (8 spp.)
  29. Robrichia (Barneby & J.W.Grimes) A.R.M.Luz & E.R.Souza (3 spp.)
  30. Samanea (DC.) Merr. (5 spp.)
  31. Albizia Durazz. (129 spp.)
  32. Blanchetiodendron Barneby & J. W. Grimes (1 sp.)
  33. Macrosamanea Britton & Rose apud Britton & Killip (12 spp.)
  34. Abarema Pittier (8 spp.)
  35. Inga Mill. (283 spp.)
  36. Zygia P. Browne (67 spp.)
  37. Punjuba Britton & Rose (6 spp.)
  38. Hydrochorea Barneby & J. W. Grimes (4 spp.)
  39. Balizia Barneby & J. W. Grimes (3 spp.)
  40. Jupunba Britton & Rose (37 spp.)